# Grand'ordine del re Petar Krešimir IV
Il Grand'ordine del re Petar Krešimir IV è un'onorificenza concessa dalla repubblica di Croazia. Esso è il terzo ordine statale di benemerenza.

## Storia
L'Ordine è stato fondato il 20 giugno 1992 e dedicato a Petar Krešimir IV di Croazia. L'Ordine è stato ricostituito poi il 1º aprile 1995 in occasione della riforma degli ordini croati.

## Classi
L'Ordine dispone dell'unica classe di Cavaliere/Dama di Gran Croce.

## Assegnazione
L'Ordine è conferito a dignitari, alti funzionari statali e dirigenti di organizzazioni internazionali; primi ministri e presidenti di parlamenti anche stranieri e comandanti militari delle Forze Armate della Repubblica di Croazia per premiare:
- contributi alla reputazione internazionale e alla posizione della Repubblica di Croazia;
- contributi eccezionali all'indipendenza e all'integrità della Repubblica di Croazia, allo sviluppo e al progresso della stessa;
- contributi personali eccezionali allo sviluppo delle relazioni tra la Croazia e il popolo croato e altri paesi e popoli;
- contributi eccezionali nella formulazione della strategia e della dottrina militare;
- meriti nella costruzione delle forze armate croate;
- altissimi meriti nella leadership e nel comandando delle unità delle Forze Armate.[3]

## Insegne
- Il nastro è un tricolore rosso, bianco e blu con le due fasce laterali caricate di due fasce gialle.

## Insigniti notabili

### Insigniti stranieri
- Roland Ertl[4]
- George Robertson[5]

### Insigniti croati
- Josip Lucić[6]
- Petar Stipetić[7]
- Martin Špegelj[8]
- Anton Tus[8]
- Vlatko Pavletić[9]
- Zlatko Mateša[9]
- Zvonimir Červenko[10]
- Janko Bobetko[11]
- Žarko Domljan[11]
- Franjo Gregurić[11]
- Nedeljko Mihanović[11]
- Hrvoje Šarinić[11]
- Vladimir Šeks[12]
- Gojko Šušak[11]
- Nikica Valentić[11]